# 小行星4800
小行星4800（4800 Veveri）是一颗围绕太阳公转的小行星。1989年10月9日，亨利·德波鸿诺在拉西拉天文台发现了此天体。
这颗小行星的绝对星等为180.5807776636026等。